# Dactylis
Dactylis là một chi thực vật có hoa trong họ Hòa thảo (Poaceae).

## Loài
Chi Dactylis gồm các loài: